# Ngày không mưa
Ngày không mưa là album phòng thu thứ sáu của nữ ca sĩ Hồng Nhung. Album được phát hành ngày 20 tháng 11 năm 2001 bởi Viết Tân. Đây được coi là album bước ngoặt của Hồng Nhung, "một album đỉnh cao", đưa Hồng Nhung theo những thể loại âm nhạc hoàn toàn mới mẻ, trẻ trung và bước đầu khẳng định con đường trở thành diva của cô. Nhạc sĩ Quốc Trung là người biên tập và chịu trách nhiệm chính về chuyên môn cho album. Được phát hành vào cuối năm 2001 bởi Viết Tân, album cũng có được sự cộng tác từ nhạc sĩ Dương Thụ và ban nhạc Phương Đông. Album bao gồm một số sáng tác nổi tiếng như "Ngày không mưa", "Tình yêu ở lại", "Họa mi hót trong mưa" hay "Sao chẳng về với em".
Với sự tham gia của Quốc Trung và ban nhạc Phương Đông, world music và âm nhạc điện tử pha trộn với pop trở thành phong cách chủ đạo cho Ngày không mưa. Với Hồng Nhung, đây là lần đầu tiên cô được cộng tác với Quốc Trung, người sau này cũng tham gia sản xuất rất nhiều sản phẩm của cô. Ngày không mưa ban đầu là một dự án âm nhạc được dành cho Thanh Lam, nhưng vì một số khúc mắc, Quốc Trung và Dương Thụ đành phải dời cho Hồng Nhung, và đó là một lựa chọn đúng đắn. Cũng từ album này, tên tuổi của Quốc Trung mới trở nên nổi tiếng hơn, thoát khỏi hình ảnh trong ban nhạc Phương Đông cũng như trong hình ảnh của ca sĩ Thanh Lam – người vợ vô cùng nổi tiếng của anh vào lúc đó.
Ngày không mưa là tiền đề cho những album sau này cô cùng thực hiện với Quốc Trung như Một ngày mới (2003), Vòng tròn (2011), nhưng nổi bật nhất phải kể đến là album chủ đề Khu vườn yên tĩnh (2004). Theo thời gian, album đã trở thành đĩa nhạc hay nhất của cô cùng với các ca khúc trong đó đều trở thành các tác phẩm âm nhạc có giá trị nghệ thuật và gắn liền với sự nghiệp của Hồng Nhung.

## Sản xuất
"Tình yêu ở lại" là ca khúc được nhạc sĩ Dương Thụ viết lời để tặng riêng Quốc Trung sau khi gia đình của anh với ca sĩ Thanh Lam tan vỡ. "Sao chẳng về với em" là một trong số ít những ca khúc được nhạc sĩ Quốc Trung viết dựa trên chính cảm xúc thật của anh.
"Bài hát ru mùa đông" là một trong những bài hát đầu tiên mà nhạc sĩ Dương Thụ sáng tác khi ông chuyển vào Thành phố Hồ Chí Minh. "Tôi viết ca khúc này vào khoảng đầu những năm thập niên 80, thời kỳ đó ở miền Bắc trong bối cảnh rất nghèo. Mùa đông là mùa bộc lộ ra tất cả cái nghèo, mùa hè thì cởi trần được không cần áo nhưng mùa Đông lại phải có áo, có ấm cho nên cái thiếu nó mới bộc lộ ra. Chính vì vậy người ta dễ tủi thân, dễ buồn, dễ can đảm... ai đã vượt qua được cái rét đó thì những cái khác nó trở nên bình thường. "Bài hát ru mùa đông" rất là buồn, mà ru là một sự đồng cảm với cái khổ. Đề tài mùa đông tại sao nó ám ảnh tôi? Bởi vì dù tôi sống gần 40 năm ở Thành phố Hồ Chí Minh nhưng tôi không thể biến thành người trong này được, nghe giọng nói, cách sinh hoạt nó vẫn là người ngoài Nội cái tính bảo thủ nó nặng. Vì sao? Vì cái mùa đông ở trong mình quá lâu, chắc là đến chết tôi vẫn không giải thoát khỏi mùa đông ra khỏi mình được". Nhạc sĩ chia sẻ về ca khúc trong Chương trình Giai điệu tự hào tháng 11 năm 2016.
"Phố mùa đông", "Bài hát ru mùa đông" và "Sao chẳng về với em" sau này đều được Thanh Lam hát lại. "Sao chẳng về với em" ngoài ra còn được được Uyên Linh thể hiện trong album đầu tay Giấc mơ tôi (2012) do nhạc sĩ Quốc Trung sản xuất. "Phố mùa đông" được Bằng Kiều, Mỹ Linh trình bày lại trong các sản phẩm cá nhân. Ca khúc "Họa mi hót trong mưa" là một sáng tác từ đầu những năm 1990 của nhạc sĩ Dương Thụ, từng được những nghệ sĩ lớn thể hiện như Lê Dung, Cẩm Vân, Trần Thu Hà trong album đầu tay Em về tinh khôi (1999) nhưng không gây được tiếng vang lớn, sau này bài hát cũng được ca sĩ Mỹ Linh, Ngọc Hạ, Phương Linh, Nguyên Thảo,... trình bày và là tên album phòng thu đầu tay (2004) của ca sĩ Khánh Linh. "Ngày không mưa" được nhạc sĩ Huy Tuấn phối lại trong album Phá (2015) của ca sĩ Phạm Anh Khoa và ca khúc cũng được chính Quốc Trung phối khí lại cho Khánh Linh trong Ban mai xanh (2006). "Tình yêu ở lại" cũng được Khánh Linh thể hiện lại rất thành công trong Giấc mơ mang tên mình (2013).
Ngày không mưa được bán với mức giá 60.000 đồng, giá thị trường sau này được định giá khoảng 700.000 - 1.000.000 VNĐ tùy vào tình trạng CD.

## Danh sách ca khúc
| STT              | Nhan đề                   | Sáng tác             | {{{extra_column}}} | Thời lượng |
| ---------------- | ------------------------- | -------------------- | ------------------ | ---------- |
| 1.               | "Phố mùa đông"            | Dương Thụ            | Quốc Trung         | 5:43       |
| 2.               | "Tình yêu ở lại"          | Quốc Trung Dương Thụ | Quốc Trung         | 6:00       |
| 3.               | "Bài hát ru mùa đông"     | Dương Thụ            | Quốc Trung         | 7:12       |
| 4.               | "Sao chẳng về với em"     | Quốc Trung           | Quốc Trung         | 6:06       |
| 5.               | "Biển ngày mưa"           | Dương Thụ            | Quốc Trung         | 4:02       |
| 6.               | "Một đêm mưa tháng giêng" | Huy Tuấn             | Quốc Trung         | 4:10       |
| 7.               | "Ngày không mưa"          | Quốc Trung Dương Thụ | Quốc Trung         | 4:40       |
| 8.               | "Họa mi hót trong mưa"    | Dương Thụ            | Quốc Trung         | 6:14       |
| 9.               | "Ngày anh về"             | Quốc Trung Dương Thụ | Quốc Trung         | 4:30       |
| 10.              | "Rồi có lúc"              | Lã Văn Cường         | Quốc Trung         | 6:28       |
| Tổng thời lượng: | Tổng thời lượng:          | Tổng thời lượng:     | Tổng thời lượng:   | 55:11      |

## Thành phần tham gia sản xuất
Theo phần bìa sau của album.
Ban nhạc Phương Đông
- Quốc Trung – sản xuất, sáng tác, hòa âm, phối khí, keyboard, thu âm, hát nền, hát bè
- Ngọc Quân – bộ gõ, định âm
- Quốc Hưng – trống, hát nền, hát bè
- Văn Hà – bass
- Trần Thanh Phương – guitar điện, guitar acoustic, thu âm, hát nền, hát bè

Các nghệ sĩ khác
- Dương Thụ – sản xuất, sáng tác, viết lời các ca khúc, hòa âm, phối khí
- Huy Tuấn – sáng tác "Một đêm mưa tháng giêng", hòa âm, thu âm
- Lã Văn Cường – sáng tác "Rồi có lúc"
- Đoàn Minh Tuấn – nhiếp ảnh gia
- Nguyễn Thanh Trúc – thiết kế

## Đánh giá
Khi mới ra mắt, Ngày không mưa nhận được nhiều đánh giá trái chiều. Báo Gia đình & Xã hội khá bi quan về con đường của Hồng Nhung đã chọn, khi cho rằng ngoài hai ca khúc "Ngày không mưa" và "Hoạ mi hót trong mưa", "các ca khúc còn lại bị vênh giữa người hát và người phối khí" và chưa hợp với "không gian đa chiều của world music."
Tuy nhiên, nhạc sĩ Dương Thụ lại ủng hộ lựa chọn này của "cô Bống" và hài lòng khi cô đã phát huy "thế mạnh [của mình] là chất giọng trời phú kết hợp với nội tâm của một con người hiện đại và một mặt bằng văn hoá vào loại tốt nhất so với các ca sĩ cùng lứa".
Năm 2012, báo Thể thao & Văn hóa viết: "Trong Ngày không mưa, có thể nói Hồng Nhung hát nghe dễ chịu nhất bởi sự hòa trộn rất vừa vặn giữa cái hay của giọng hát, kỹ thuật và của cảm xúc đến ngưỡng, tất cả được đặt trong một tổng thể chỉn chu với sự dày công thực hiện từ việc biên tập đến hòa âm. Với giới làm nghề, album này còn được chú ý bởi nó ra đời vào năm 2002, thời điểm mà các nhạc sĩ hòa âm phối khí Việt Nam bắt đầu chớm vào vòng quay của công nghệ với việc làm nhạc bằng máy tính, họ bắt đầu biết đến khái niệm sample (âm mẫu)" Có thể nói rằng, giá trị thực sự của album đã được nhìn nhận rõ theo giời gian.
Nhìn chung, Ngày không mưa là một sản phẩm thành công của Hồng Nhung, đánh dấu bước ngoặt chuyển biến cần thiết trong sự nghiệp của cô để tiếp cận với những dòng nhạc phương Tây. Kể từ Ngày không mưa, ê-kíp của nhạc sĩ Quốc Trung trở thành những người sản xuất các album sau đó của cô. "Họa mi hót trong mưa" và "Ngày không mưa" đều có tên trong danh sách bình chọn "10 Ca khúc yêu thích" của chương trình VTV Bài hát tôi yêu lần thứ nhất (2002).